# Аржело (Ланд)
Аржело (фр. Argelos) насеље је и општина у југозападној Француској у региону Аквитанија, у департману Ланд која припада префектури Дакс.
По подацима из 2011. године у општини је живело 186 становника, а густина насељености је износила 28,88 становника/km². Општина се простире на површини од 6,44 km². Налази се на средњој надморској висини од 135 метара (максималној 157 m, а минималној 48 m).

## Демографија
| 1962. | 1968. | 1975. | 1982. | 1990. | 1999. | 2011. |
| ----- | ----- | ----- | ----- | ----- | ----- | ----- |
| 197   | 216   | 178   | 159   | 181   | 173   | 186   |

График промене броја становника у току последњих година